# Xã Wexford, Michigan
Xã Wexford (tiếng Anh: Wexford Township) là một xã thuộc quận Wexford, tiểu bang Michigan, Hoa Kỳ. Năm 2010, dân số của xã này là 1.072 người.